# 스타 트렉: 딥 스페이스 나인
《스타 트렉: 딥 스페이스 나인》(영어: Star Trek: Deep Space Nine, DS9)은 1993년부터 1999년까지 미국에서 방영된 SF 드라마이다. 《스타 트렉》의 실사 TV 프로그램으로는 세 번째 작품이다.

## 출연
- 에이버리 브룩스 - 벤저민 시스코 역
- 러네이 오베어저누아 - 오도 역
- 테리 패럴 - 재지아 댁스 역
- 시록 로프턴 - 제이크 시스코 역
- 콜름 미니 - 마일스 오브라이언 역
- 아민 시머먼 - 쿼크 역
- 알렉산더 시디그 - 줄리언 바시르 역
- 나나 비지터 - 키라 네리스 역
- 마이클 돈 - 워프 역
- 니콜 드 보어 - 에즈리 댁스 역